# ۱۴۱۷ (قمری)
۱۴۱۷ (قمری)، هزار و چهارصد و هفدهمین سال در گاه‌شماری هجری قمری قراردادی و کبیسه است. اول محرم این سال برابر با نوزدهم مه سال ۱۹۹۶ میلادی است.

## وابسته
- کعبه